# Kadriorg
Kadriorg (en español "el valle de Catherine") es una sección del barrio de Kesklinn, Tallin, la capital de Estonia. Tiene una población de 4.561 personas según el censo de 2015. El nombre deriva de Catherinethal, un palacio barroco de Catalina I de Rusia. Es una de las áreas más ricas en Estonia.
Kadriorg es conocido por el palacio homónimo y el parque circundante, encargado por el zar ruso Pedro el Grande. Hoy en día el parque es una ubicación de varios museos que incluyen el Museo de Arte de Kadriorg (situado en el interior del palacio de Kadriorg), KUMU, Mikkel, Pedro el Grande y Eduard Vilde. En las proximidades se encuentra el monumento Russalka, que conmemora la pérdida de un buque de guerra ruso en 1893.
El palacio presidencial del presidente de Estonia está situado en el parque, junto al palacio de Kadriorg.

## Galería

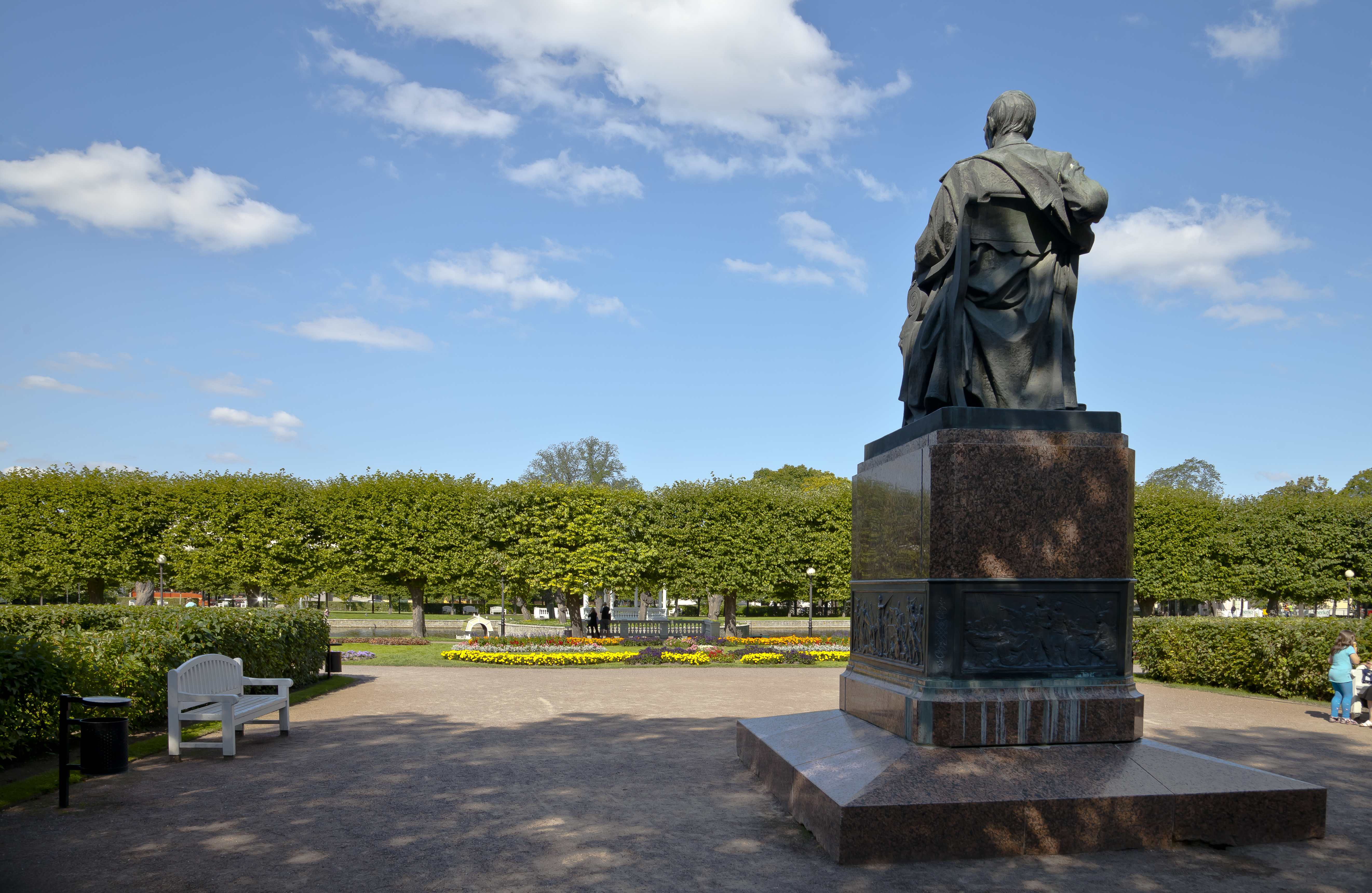
Monumento a F.R.Kreutzwald, Parque de Kadriorg.
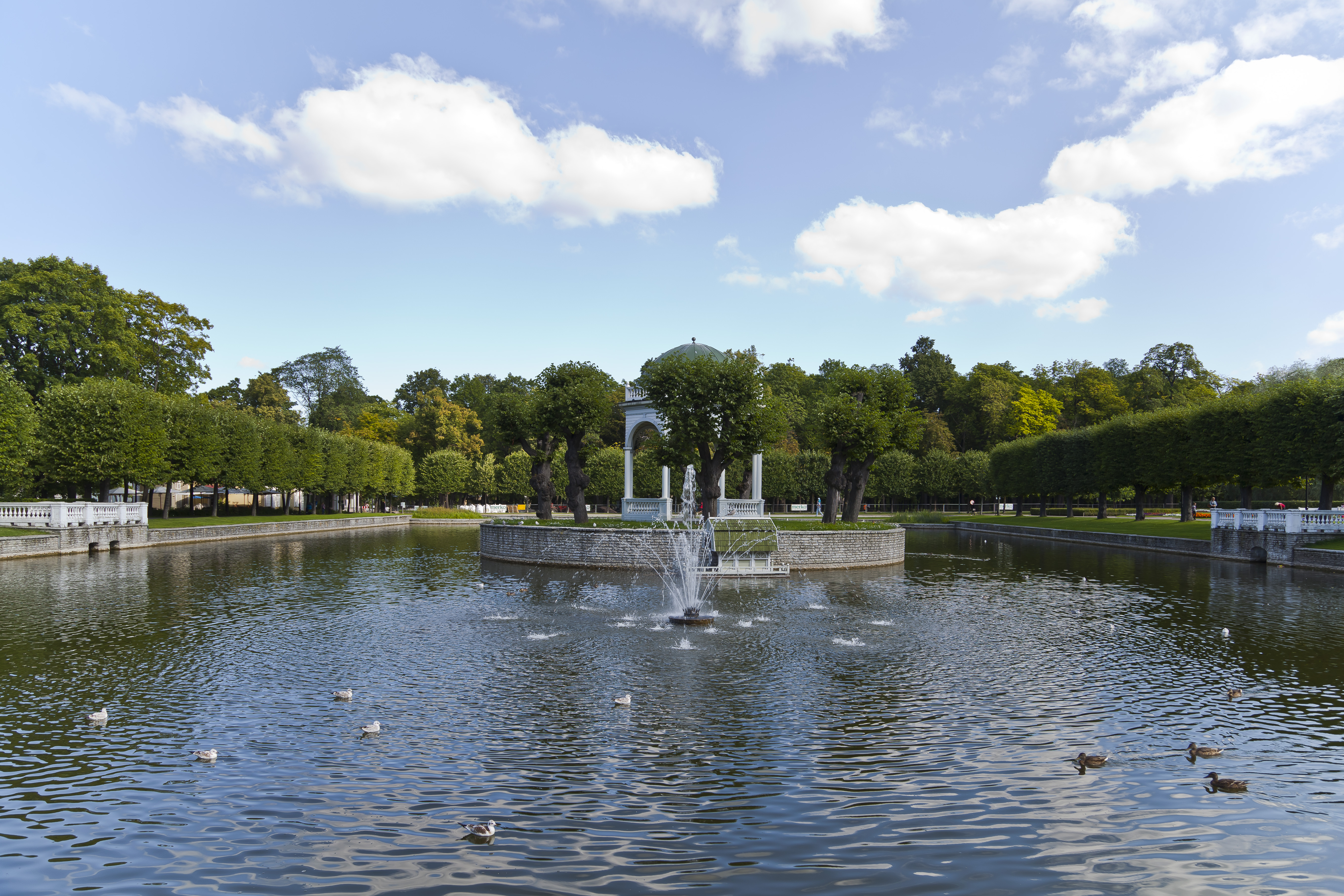
Lago del parque de Kadriorg.
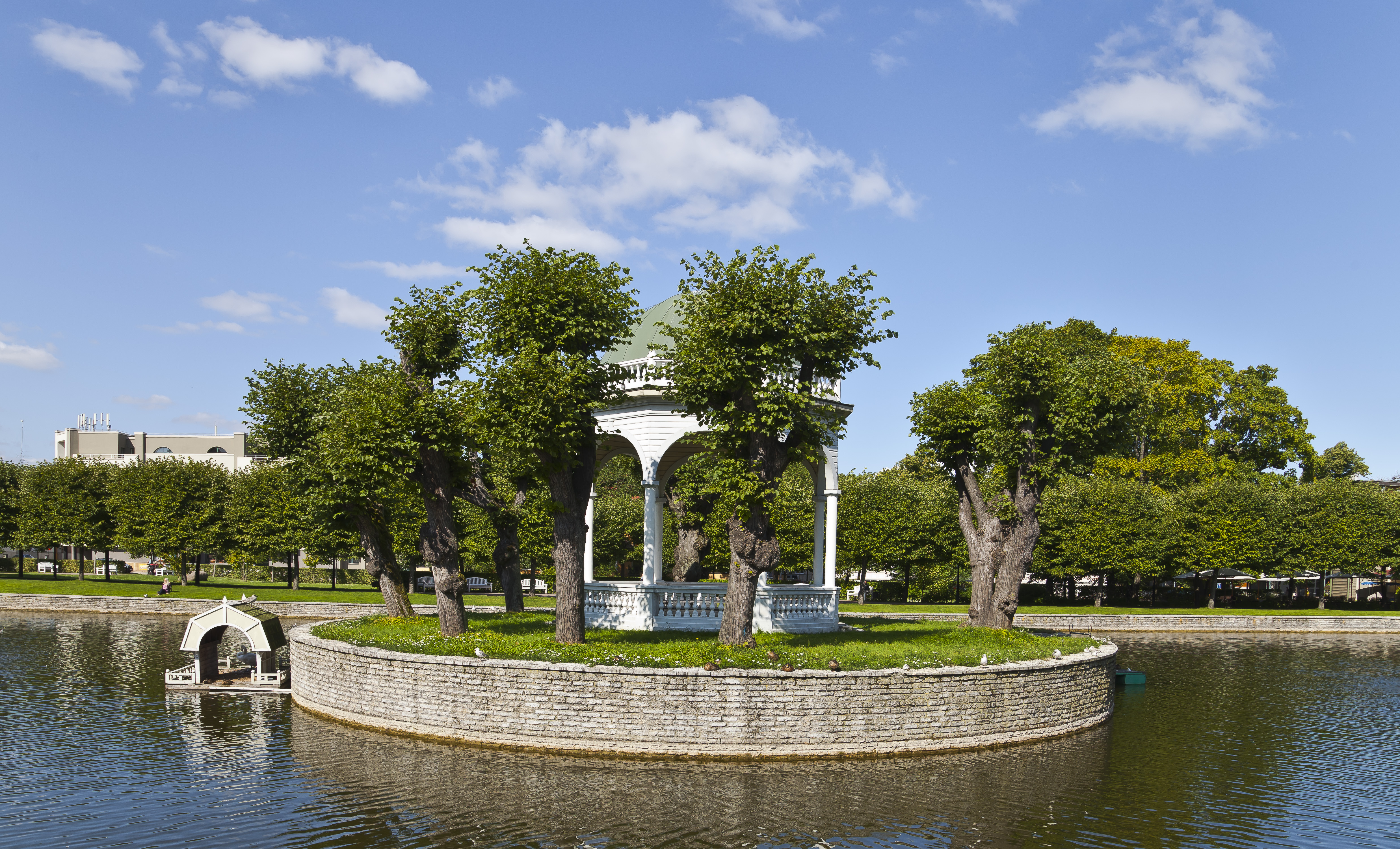
Parque de Kadriorg.
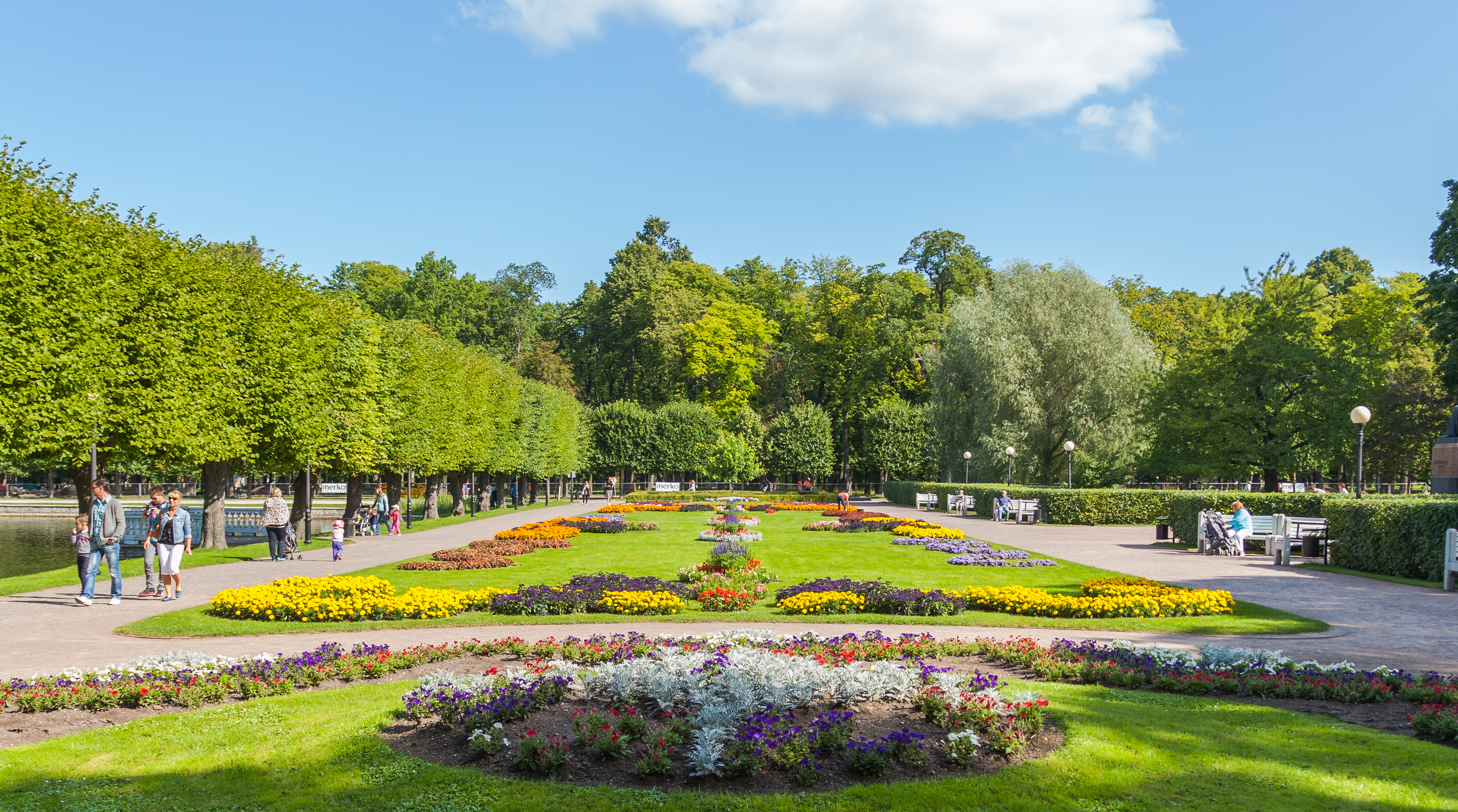
Jardines del parque.
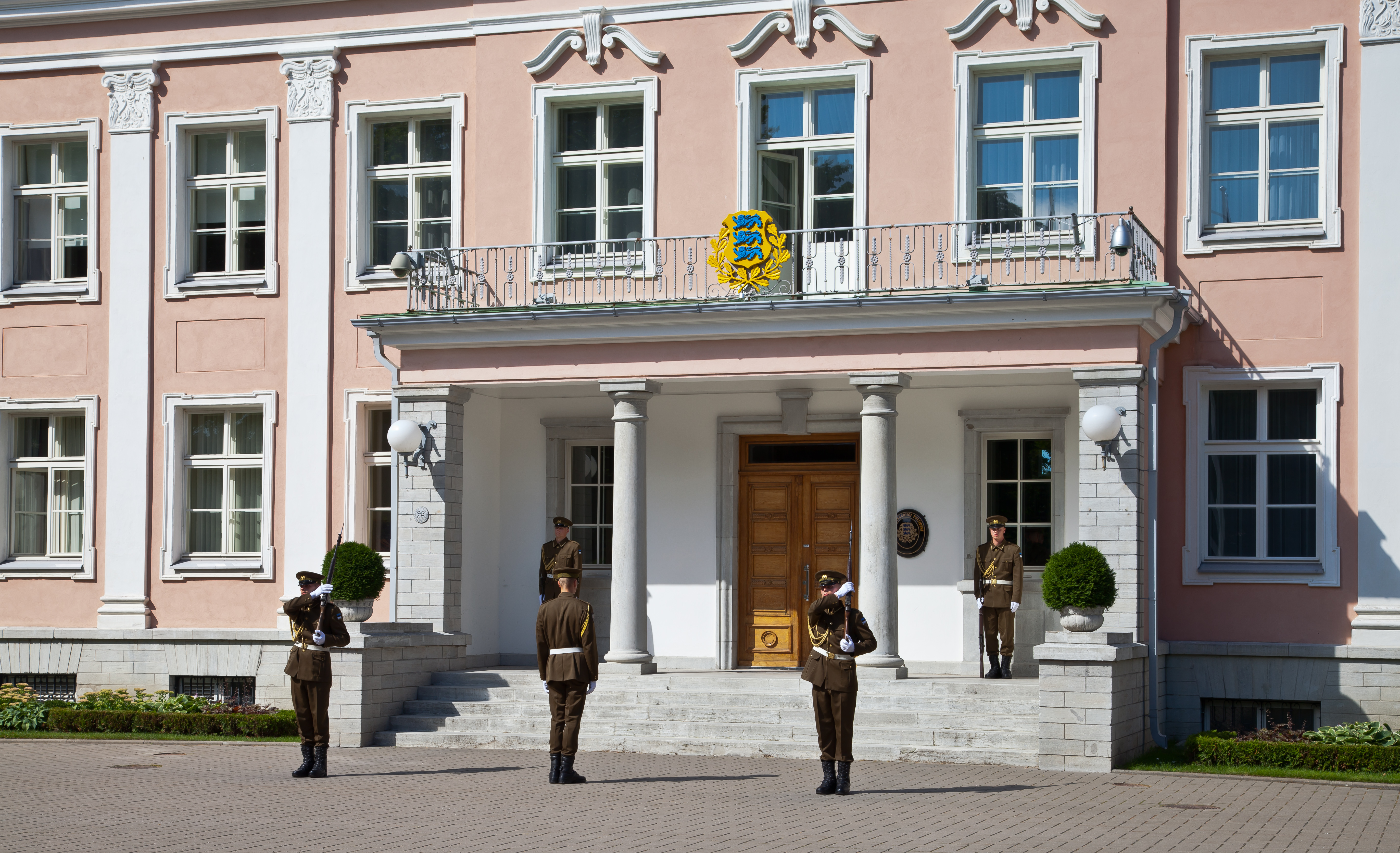
Palacio presidencial.
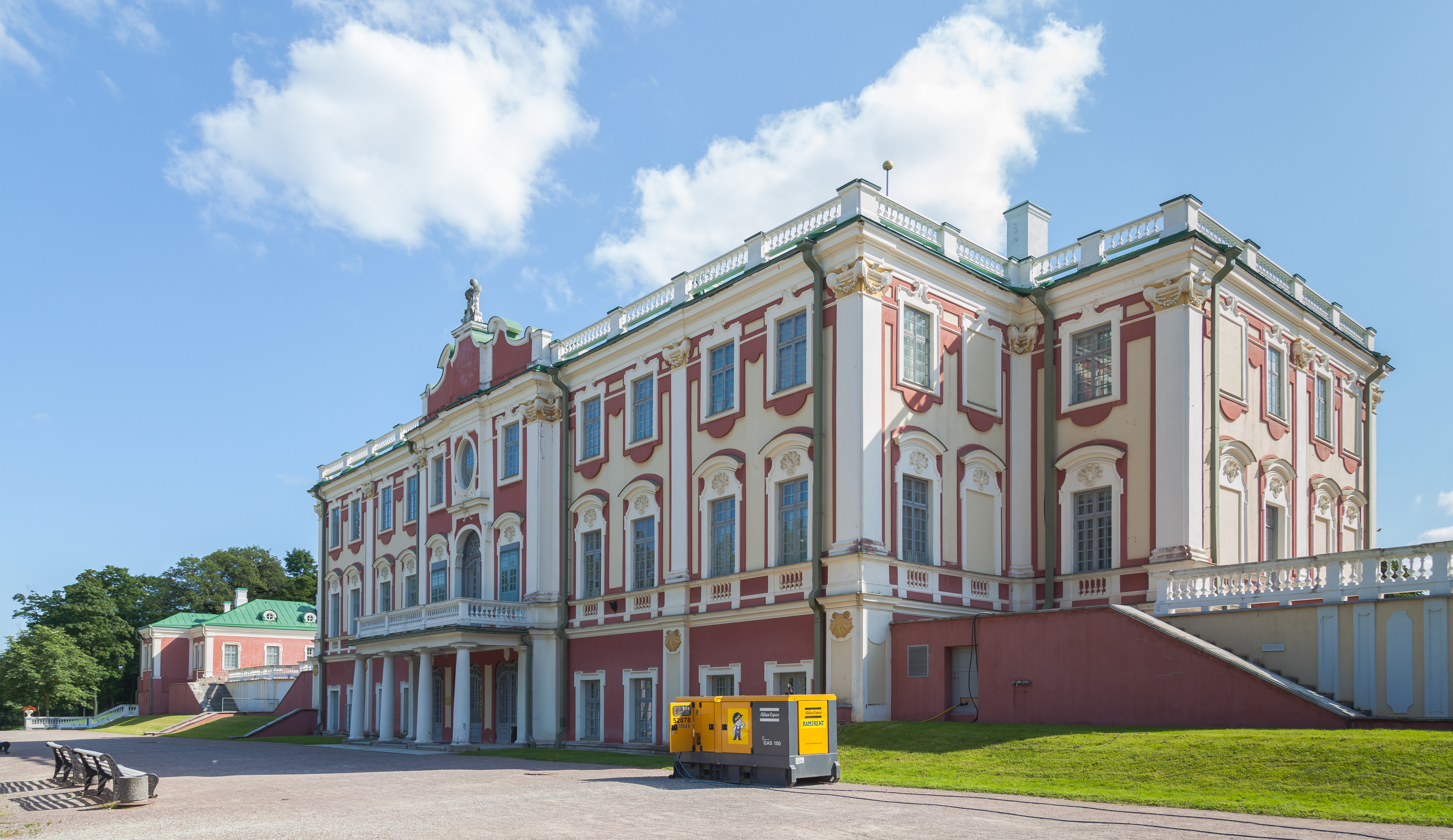
Palacio de Kadriorg.
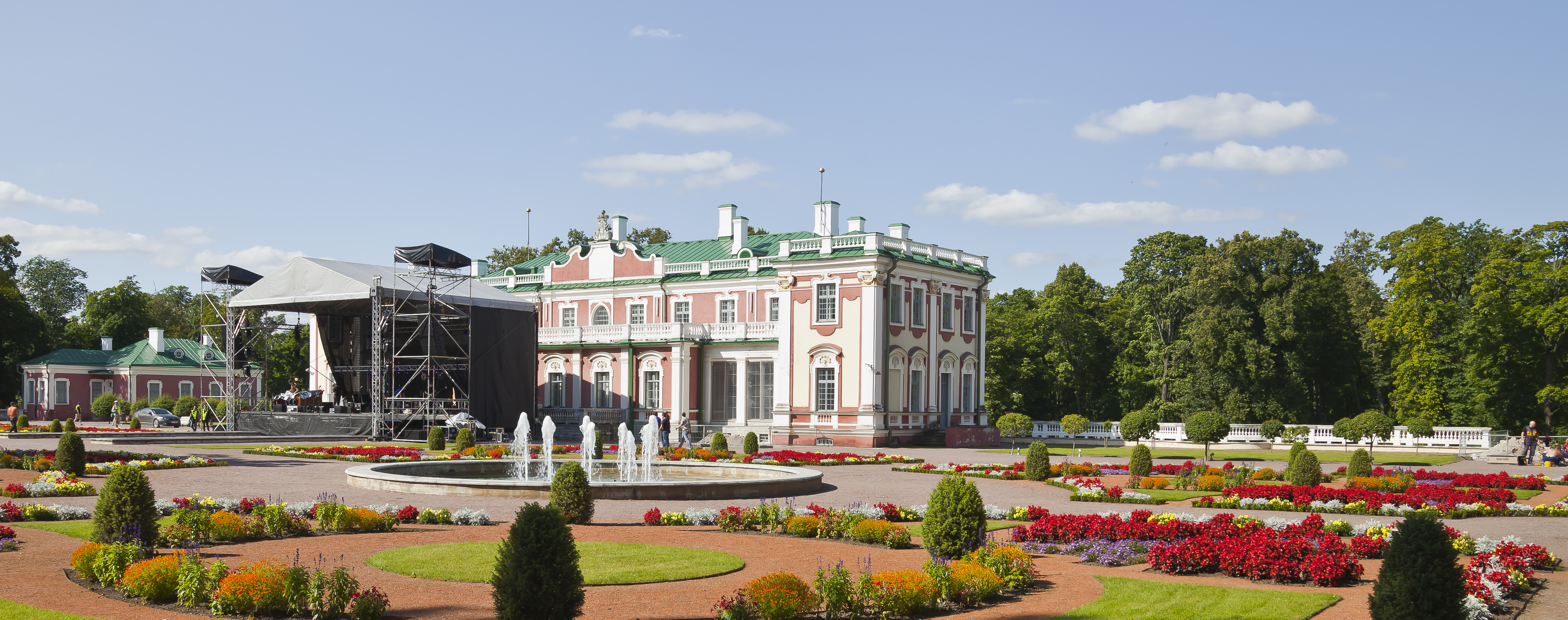
Palacio de Kadriorg y sus jardines.